# مخلوقات مجنحة (فلم)
مخلوقات مجنحة  (بالإنجليزية: Winged Creatures) هو فيلم جريمة تم إنتاجه في الولايات المتحدة وصدر في سنة 2008.

## بطولة
- كيت بيكينسيل
- داكوتا فانينغ
- غاي بيرس
- فورست ويتكر
- جنيفر هدسون

## الميزانية والإيرادات
حقق أرباحا تقدر بـ 39,171 دولار.

## وصلات خارجية
- مقالات تستعمل روابط فنية بلا صلة مع ويكي بيانات